# Ковачев, Светослав
Светослав Ковачев (болг. Светослав Светозаров Ковачев; род. 14 марта 1998, Плевен) — болгарский футболист, атакующий полузащитник (вингер).

## Клубная карьера
Родился в городе Плевен. Начал заниматься футболом в 10-летнем возрасте, в команде «Свобода» (Милковица). Затем один год был в «Спартаке» (Плевен), после чего перебрался в «Лудогорец» (Разград). Играл за команду клуба в Юношеской лиге УЕФА, вторую и главную команды этого клуба. Впервые в высшем дивизионе болгарского чемпионата сыграл 22 мая 2016 года, выйдя на замену в матче против «Берое».
15 февраля 2018 года дебютировал в еврокубках, выйдя на замену в матче 1/16 финала Лиги Европы против «Милана».
В июне 2018 года был отдан в аренду в «Дунав», затем играл, также на правах аренды, в «Этыре» (Велико-Тырново). В начале 2020 года подписал годичное арендное соглашение с клубом «Арда» (Кырджали). После завершения аренды в «Арде» Ковачев отказался переподписывать контракт с «Лудогорцем», истекавший летом 2021 года, и в феврале 2021 года заключил предварительное соглашение, с 1 июля 2021 года, с «Ардой» на 3 года, из-за чего руководство «Лудогорца» вывел его из состава, отправив во вторую команду.
3 августа 2023 года перешёл из «Арды» в российский «Ахмат» на правах аренды до конца сезона 2023/24, с опцией выкупа грозненским клубом. 6 августа 2023 года дебютировал в российской премьер-лиге, выйдя на замену на 71-й минуте матча 3-го тура чемпионата против «Сочи».
2 июля 2024 года «Ахмат» выкупил права на Светослава и подписал с ним контракт. В феврале 2025 года он был отдан в аренду в «Арду», а 8 июля 2025 года контракт с «Ахматом» был расторгнут по согласию сторон.

## Карьера в сборной
Играл за юношеские и молодёжные сборные Болгарии. За национальную сборную Болгарии провёл 5 матчей.